# Benjamin Monclar
Benjamin Monclar (Limoges, 3 maggio 1988) è un ex cestista francese.